# Даніел Бек-Пірумян
Даніел Бек-Пірумян (вірм. Դանիել Բեկ-Փիրումյան; 1861—1922) — вірменський військовий діяч, головнокомандувач під час Сардарапатської битви, національний герой, полковник російської імператорської армії (1915).

## Служба в російській армії
Даніель Бек-Пірумян народився 22 листопада 1861 року у селі Нахіджеванік Хаченської губернії в Нагірному Карабасі. Закінчив Шушинський міський технікум. Військову службу розпочав у 1881 році в Єрянянському полку. З 1881 по 1883 роки навчався в Тбіліському піхотному юнкерському училищі. У 1890 році Даніель Бек-Пірумян отримав звання капітана. У 1913 році закінчив Оранієнбаумську офіцерську стрілецьку школу у званні підполковника. Був командиром взводу, батальйону, полку. Під час Першої світової війни (1914—1918) воював на Кавказькому фронті. Поранений шрапнеллю у груди біля села Геряк. Отримав звання полковника російської армії, нагороджений Георгіївським хрестом та іменною зброєю.

## Сардарапатська битва
У травні 1918 року турецькі загони досягли села Сардарапат, підійшовши впритул до Ечміадзина. Бек-Пірумян був командиром Єреванського загону під час Сардарапатської битви та був призначений заступником генерал-майора Сілікяна. Виявив талант воєначальника. 22 травня керовані ним контингенти розбили турецьких аскерів на центральній ділянці фронту. Після завзятих і важких боїв 15-тисячна турецька армія була майже знищена. У Сардарапатській битві брав участь і його двоюрідний брат генерала Погос Бек-Пірумян (1856—1921), командир 5-го Карабахського полку. За звитягу у битві отримав звання генерал-майора в 1918 році.

## Останні роки життя
У роки Першої Республіки Вірменія Даніель Бек-Пірумян обіймав різні посади у військовому відомстві Вірменії. Наприкінці 1919 року отримав звання генерал-лейтенанта і був призначений комендантом Карської фортеці. В автомобільної аварії він зламав ногу. 30 жовтня 1920 року потрапив у турецький полон під час взяття турками фортеці Карс. У січні 1921 року переведений до Олександрополя, потім переданий представникам Червоної Армії. Був звільнений восени 1921 р, але наприкінці того ж 1921 року Бек-Пірумян був заарештований і розстріляний більшовиками в Каракілісі (нині Ванадзор) 10 жовтня 1922 року. Відомо, що тіло генерала могло бути таємно перевезено в Ечміадзін і поховано на цвинтарі біля монастиря святої Гаяне. У тому ж 1921 році в Єревані покінчив життя самогубством інший герой Сардарапату, його двоюрідний брат Погос Бек-Пірумян.